# Oberamt Roth
Das Oberamt Roth war eines von den 15 Verwaltungsgebieten des Fürstentums Ansbach.

## Geschichte
Ursprünglich war Roth im Besitz des Domstifts Bamberg. In einer Lehensurkunde des Jahres 1190 wird die „advocatia Rote“ räumlich umschrieben. Das Gebiet umfasste Belmbrach, Bernlohe, Birckach, Brunnau, Eichelburg, Hofstetten, Kronmühle, Leerstetten, Leonhardsmühle, Mauk, Obere Mühle, Polsdorf, Pruppach, Untere Mühle, Untersteinbach an der Haide und Wernsbach. Als Hochstiftsvögte übten die Herren von Abenberg die Vogteirechte aus. In der Folge erhielt die Burggrafschaft Nürnberg vom Hochstift Bamberg das Amt Roth als Mannlehen. Seit 1417 gehört das Amt Roth der Markgrafschaft Brandenburg-Ansbach.
Im 18. Jahrhundert untergliederte sich das Oberamt Roth im Kastenamt Roth, Stadtrichteramt Roth, Richteramt Georgensgmünd und Verwalteramt Friedrichsgmünd.
Zuletzt erstreckte sich die Landesherrschaft (Hochgericht, Niedergericht außerhalb des Etters, Kirchenhoheit, Steuerhoheit u. a.) auf ein Gebiet, das ungefähr den heutigen politischen Gemeinden Roth und Georgensgmünd entsprach.
In dem Gebiet befanden sich folgende Orte: Altenfelden (zum Teil), Asbach, Aurau, Barnsdorf, Belmbrach, Bernlohe, Birkach, Brückleinsmühle, Brunnau, Eckersmühlen, Eichelburg, Eisenhammer Eckersmühlen, Eisenhammer Georgensgmünd, Engelhof, Fallhütte, Fäßleinsberg, Fischhof, Friedrichsgmünd, Georgensgmünd, Guggenmühle, Haimpfarrich (z. T.), Hämmerleinsmühle, Harrlach (z. T.), Hasenbruck, Hauslach, Hofstetten, Kauernhofen, Kiliansdorf, Kleehof, Kronmühle, Leonhardsmühle, Mäbenberg, Mauk, Meckenlohe (z. T.), Obere Glasschleife, Obere Papiermühle, Oberheckenhofen, Obersteinbach an der Haide, Petersgmünd, Pfaffenhofen, Rittersbach, Roth, Rothaurach (z. T.), Untere Glasschleife, Untere Papiermühle, Unterheckenhofen, Untersteinbach an der Haide, Untersteinbach ob Gmünd, Wagnersmühle, Wallersbach, Wallesau, Weinmannshof, Wernsbach und Zwiefelhof.
Ab 1791/92 wurde das Fürstentum Ansbach vom Königreich Preußen als Ansbach-Bayreuth verwaltet. Damit ging das Oberamt Schwabach in dem Gunzenhäuser Kreis auf.

## Kastenamt Roth
Das Kastenamt Roth hatte die Dorf- und Gemeindeherrschaft über folgende Orte inne:
Asbach, Barnsdorf, Belmbrach, Bernlohe, Birkach, Eckersmühlen, Eichelburg, Haimpfarrich (zum Teil), Hofstetten, Kauernhofen, Kiliansdorf, Mauk, Oberheckenhofen, Obersteinbach an der Haide, Pfaffenhofen, Rittersbach, Untersteinbach an der Haide, Wallesau (z. T.) und Wernsbach.
Das Kastenamt Roth hatte in folgenden Orten Grundherrschaften (in Klammern ist die Zahl der Anwesen und die Gesamtzahl des Ortes angegeben):
- Unmittelbar: Asbach (4/6), Belmbrach (11/19), Bernlohe (14/14), Birkach (7/7), Brückleinsmühle (1/1), Brunnau (5/14), Eckersmühlen (5/40), Eisenhammer (1), Fallhütte (1/1), Haimpfarrich (3/8), Harrlach (9/17), Heuberg (1/35), Hofstetten (9/14), Kauernhofen (1/14), Kronmühle (1/4), Leerstetten (12/29), Leonhardsmühle (1/1), Mauk (14/14), Oberbreitenlohe (3/11), Obere Papiermühle (1/1), Obersteinbach an der Haide (1/14), Pfaffenhofen (9/24), Rittersbach (2/31), Rothaurach (1/32), Untere Glasschleife (1/1), Untere Papiermühle (1/1), Untersteinbach an der Haide (11/11), Wallersbach (1/1), Wernsbach (10/10).
- Mittelbar: Kirche Büchenbach: Büchenbach (1/37), Pfaffenhofen (1/24); Kirche Eckersmühlen: Eckersmühlen (61⁄2/40); Kirche Pfaffenhofen: Pfaffenhofen (2/24); Kirche Roth: Belmbrach (7/19), Büchenbach (1/37), Eckersmühlen (41⁄2/40), Heuberg (1/35), Haimpfarrich (1/8), Hofstetten (4/14), Kauernhofen (5/14), Kiliansdorf (1/10), Oberheckenhofen (1/7), Obersteinbach an der Haide (3/14), Petersgmünd (2/30), Rittersbach (2/12), Rothaurach (3/32); Kirche Wallesau: Belmbrach (1/19), Rittersbach (1/31), Uttenhofen (2/15), Wallersbach (1/1), Wallesau (13/29).[6]

## Stadtrichteramt Roth
Das Stadtrichteramt Roth hatte in folgenden Orten Grundherrschaften (in Klammern ist die Zahl der Anwesen und die Gesamtzahl des Ortes angegeben):
- Unmittelbar: Belmbrach (1/19), Obere Glasschleife (1/1), Roth (302/302), Weinmannshof (1/1).[7]

## Richteramt Georgensgmünd
Das Richteramt Georgensgmünd hatte die Dorf- und Gemeindeherrschaft über folgende Orte inne: Georgensgmünd, Hauslach, Petersgmünd.
Das Richteramt Georgensgmünd hatte in folgenden Orten Grundherrschaften (in Klammern ist die Zahl der Anwesen und die Gesamtzahl des Ortes angegeben):
- Unmittelbar: Georgensgmünd (64/74), Hauslach (4/14), Petersgmünd (17/30), Wassermungenau (1/49).
- Mittelbar: Kirche Georgensgmünd: Hauslach (1/14), Kirche Petersgmünd: Petersgmünd (2/30).[7]

## Verwalterämtlein Friedrichsgmünd
Das Verwalterämtlein Friedrichsgmünd hatte die Dorf- und Gemeindeherrschaft über Friedrichsgmünd inne.
Es hatte in folgenden Orten Grundherrschaften (in Klammern ist die Zahl der Anwesen und die Gesamtzahl des Ortes angegeben):
- Unmittelbar: Friedrichsgmünd (25/25), Hammerschmiede (1/1), Untere Papiermühle (1/1).[7]